# جيمس ووكر (لاعب كرة قدم أسترالية)
جيمس ووكر (بالإنجليزية: James Walker)‏ هو لاعب كرة قدم أسترالية أسترالي، ولد في 15 يناير 1979.

## وصلات خارجية
- جيمس ووكر على موقع AustralianFootball.com (الإنجليزية)
- جيمس ووكر على موقع AFLtables.com (الإنجليزية)